# Кинг, Мартин Лютер
Ма́ртин Лю́тер Кинг — младший (англ. Martin Luther King Jr.; 15 января 1929[…], Атланта — 4 апреля 1968[…], Теннесси или Мемфис, Теннесси) — американский баптистский проповедник, общественный деятель и активист, получивший известность как самый заметный представитель и лидер движения за гражданские права чернокожих в США с 1954 года до своей смерти в 1968 году. Кинг выступал за защиту гражданских прав с помощью ненасилия и гражданского неповиновения, тактик, вдохновлённых его христианскими убеждениями и ненасильственным активизмом Махатмы Ганди. Лауреат Нобелевской премии мира (1964) за борьбу с расовым неравенством через ненасильственное сопротивление.
В 1955 году Кинг возглавил бойкот автобусных линий в Монтгомери, а в 1957-м стал первым президентом Конференции южного христианского руководства (SCLC). В её составе он возглавил безуспешные протесты против сегрегации в 1962 году в Олбани и помог организовать ненасильственные акции 1963 года в Бирмингеме. Он также помог организовать марш на Вашингтон 1963 года, на котором выступил со своей знаменитой речью «У меня есть мечта».
В 1965 году он помог организовать марши от Сельмы до Монтгомери. В следующем году он и SCLC отправились севернее, в Чикаго, для борьбы с сегрегированным жильём. В последние годы своей жизни он расширил сферу своей деятельности, включив в неё борьбу с бедностью и войну во Вьетнаме. Он отдалил многих либеральных союзников речью 1967 года «Вне Вьетнама». Джон Эдгар Гувер считал его радикалом и с 1963 года направил на него слежку программы ФБР COINTELPRO. Сотрудники ФБР расследовали его возможные связи с коммунистами, записывали его внебрачные связи и сообщали о них государственным чиновникам, а в одном случае послали ему анонимное письмо с угрозами, которое он посчитал попыткой заставить его совершить самоубийство.
В 1968 году Кинг планировал провести национальную забастовку в Вашингтоне, названную Кампанией бедных людей, но был убит 4 апреля в Мемфисе. Вслед за его смертью последовали беспорядки во многих городах США. Спустя десятилетия после убийства продолжали ходить утверждения, что Джеймс Эрл Рэй, осуждённый и заключённый в тюрьму за убийство Кинга, был невиновен или действовал вместе с государственными агентами. Рэй был приговорён к 99 годам тюрьмы. Отбыв 29 лет заключения, он умер от гепатита в 1998 году в тюрьме.
Кинг был посмертно награждён Президентской медалью Свободы и Золотой медалью Конгресса США. День Мартина Лютера Кинга был учреждён в нескольких городах и штатах, начиная с 1971 года, и начал праздноваться на федеральном уровне с 1986 года. Сотни улиц в США переименованы в его честь, Кингу также был перепосвящён округ в штате Вашингтон. Мемориал Мартину Лютеру Кингу на Национальной аллее в Вашингтоне был открыт в 2011 году.

## Детство, юность и образование

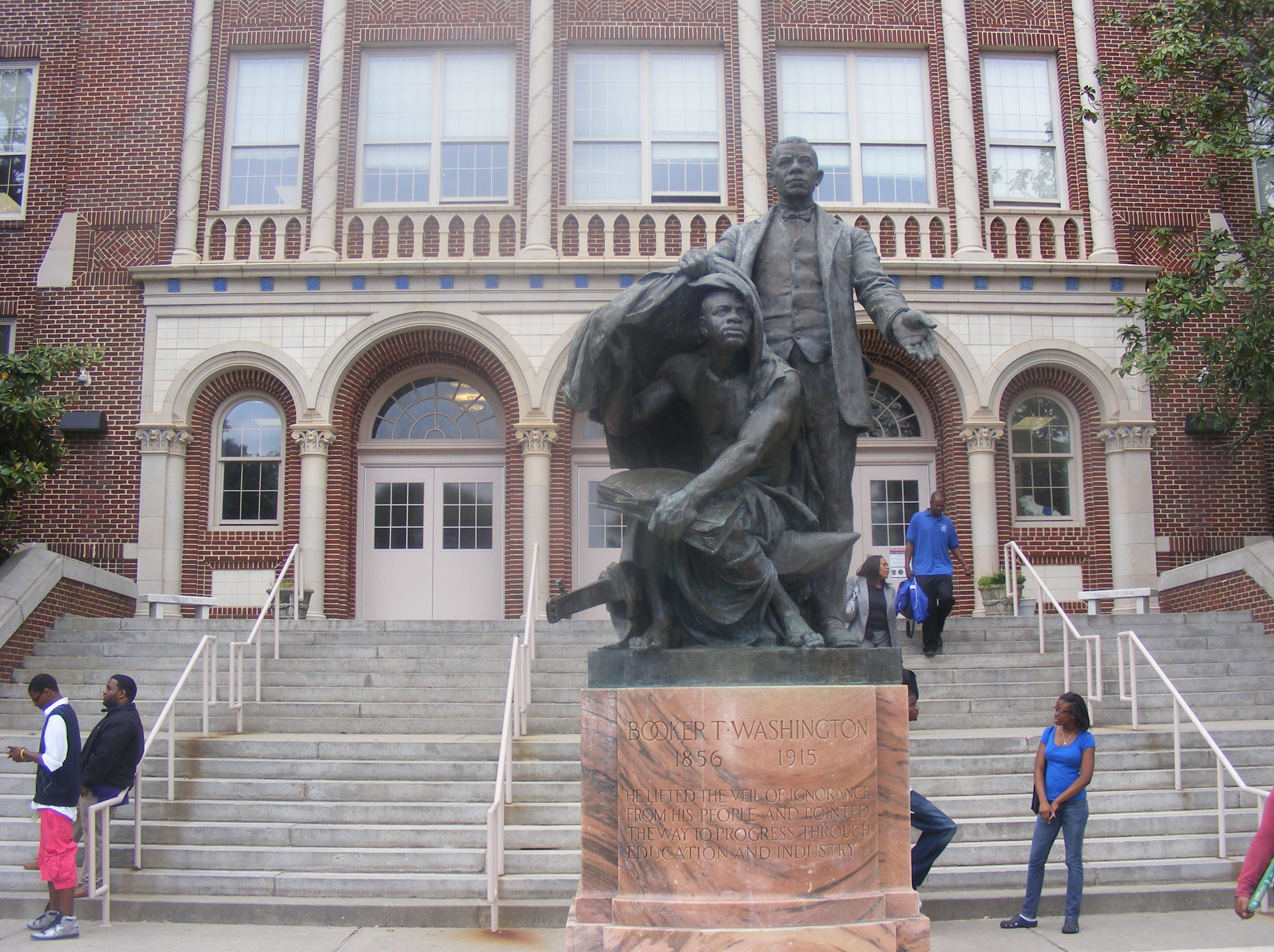
Средняя школа Кинга была названа в честь просветителя-афроамериканца Букера Т. Вашингтона

Мартин Лютер Кинг родился 15 января 1929 года в Атланте в семье пастора Мартина Лютера Кинга — старшего и Альберты Уильямс Кинг. Именем Кинга при рождении было Майкл, как и у его отца, но после постепенного перехода тот изменил имя на «Мартин» у себя и сына в 1934 году. Кинг-старший впоследствии утверждал, что «Майкл» было ошибкой лечащего врача при рождении сына, а имя в свидетельстве о рождении Кинга-младшего было изменено в 1957 году. Оба родителя Кинга — афроамериканцы, через прапрадеда со стороны отца у него также есть ирландские корни.
Кинг был средним ребёнком в семье, между старшей сестрой Кристин Кинг Фаррис и младшим братом Альфредом Кингом. Кинг пел в церковном хоре на премьере фильма «Унесённые ветром» в Атланте в 1939 году и любил пение и музыку. Его мать была опытной органисткой и главой хора, бравшей его петь в различные церкви, и он привлёк внимание исполнением песни I Want to Be More and More Like Jesus. Потом Кинг стал членом младшего хора своей церкви.
Кинг утверждал, что отец регулярно хлестал его до 15 лет; сосед Кингов говорил, что слышал, как Кинг-старший говорил своему сыну, что «сделает его кем-то, даже если ему придётся избить его до смерти». Кинг наблюдал гордые и бесстрашные протесты отца против сегрегации, такие как отказ слушать полицейского после обращения к Кингу-старшему как к «мальчику» и уход из магазина с сыном после предписания кассира, что им придётся «уйти в конец» магазина, чтобы их обслужили.
Когда Кинг был ребёнком, он подружился с белым мальчиком, отец которого владел бизнесом возле дома его семьи. Когда дети достигли 6 лет, они начали ходить в школу: Кингу пришлось пойти в школу для афроамериканцев, а мальчик пошёл в школу для белых (государственные школы входили в число учреждений, сегрегированных законодательством). Кинг перестал общаться с другом, так как отец последнего больше не хотел, чтобы они играли вместе.
Кинг страдал от депрессии в течение большей части своей жизни. В свои юношеские годы он изначально чувствовал неприязнь к белым из-за «расового унижения», через которое приходилось проходить ему, его семье и соседям в сегрегированном Юге. В 12 лет, вскоре после смерти бабушки по матери, Кинг, виня себя, выпрыгнул из окна второго этажа, но выжил.
Кинг изначально скептически относился к многим постулатам христианства. В 13 лет он отрицал воскресение Иисуса во время воскресной школы. С этого времени, по его словам, «сомнения начали безжалостно прорываться». Тем не менее позже он заключил, что Библия имеет «много глубоких истин, которые нельзя избежать», и решил пойти в семинарию.
Живя в Атланте, Кинг посещал среднюю школу имени Букера Т. Вашингтона. Он был известен своими ораторскими способностями и входил в команду дебатов школы. Когда ему было 13, в 1942 году, он стал самым молодым помощником заведующего станцией доставки газет Atlanta Journal. В одиннадцатом классе он выиграл первый приз на ораторском соревновании, спонсировавшемся Negro Elks Club в Даблине (штат Джорджия). Когда он ехал домой в Атланту на автобусе, ему и его учителю было приказано стоять, чтобы белые пассажиры могли присесть. Кинг сначала отказался последовать этому, но подчинился после того, как учитель сказал ему, что иначе он нарушит закон. Впоследствии он сказал насчёт этого случая, что был тогда «самым разгневанным в своей жизни». Будучи отличным учеником, он пропустил девятый и двенадцатый классы средней школы.

### Морхауз-колледж
Когда Кинг был в одиннадцатом классе средней школы, Морхауз-колледж, уважаемый исторически чёрный колледж, объявил, что примет любого ученика 11-го класса, который сможет пройти вступительный экзамен. В это время многие учащиеся прекратили учёбу ради участия во Второй мировой войне. Вследствие этого, Морхауз хотел найти достаточное число студентов. Кинг прошёл экзамен и поступил в Морхауз-колледж в возрасте 15 лет. Летом до своего последнего года обучения 18-летний Кинг решил пойти в священники. Он заключил, что церковь гарантировала ему возможность «удовлетворить внутреннее желание служить человечеству». «Внутреннее желание» Кинга возрастало, и он примирился с баптистской церковью, считая, что будет «рациональным» священником с проповедями, которые станут «благоговейным двигателем идей, социального протеста».

### Духовная семинария Крозер
В 1948 году 19-летний Кинг закончил Морхауз-колледж со степенью бакалавра искусств в социологии. После этого он поступил в духовную семинарию Крозер в Честере, которую закончил в 1951 году со степенью бакалавра богословия. Отец Кинга полностью поддерживал решение сына продолжить своё богословское образование и помог ему получить работу у Джозефа Пия Барбура, друга семьи, бывшего священником в Баптистской церкви Голгофы в Честере. Потом Кинг стал известен как один из «сыновей Голгофы», в число которых также входили Уильям Огастус Джонс — младший и Сэмюэл Девитт Проктор, также впоследствии ставшие известными проповедниками чёрной церкви.
Вместе с Кингом в Крозере учился Уолтер Макколл (англ. Walter McCall), бывший одноклассник в Морхаузе. В семинарии Кинг был избран главой студенческого совета. Учащиеся-афроамериканцы Крозера в основном проводили своё время на Эдвардс-стрит. Кинг часто посещал её, так как на ней жила тётя его одноклассника, которая часто готовила для них капусту.
Один раз Кинг сделал выговор другому студенту за хранение пива в своей комнате, сказав ему, что у них была общая ответственность как у афроамериканцев нести «бремя негритянской расы». Некоторое время он интересовался «социальной проповедью» Вальтера Раушенбуша. На третий год в Крозере Кинг начал встречаться с белой дочерью немецкой иммигрантки, работавшей поварихой в столовой. До отношений с Кингом она встречалась с профессором. Кинг планировал жениться на ней, но его друзья посоветовали ему этого не делать, так как межрасовый брак вызвал бы неприязнь как у белых, так и у чёрных, и мог помешать бы ему когда-либо возглавить церковь на Юге. Кинг слёзно сказал другу, что не сможет вынести переживаний своей матери по поводу брака, и разорвал отношения через 6 месяцев. Он продолжал иметь чувства к покинутой им девушке; по словам одного из его друзей, «он никогда не пришёл в себя».
Кинг женился на Коретте Скотт 18 июня 1953 года на лужайке дома её родителей в Хайбергере, штат Алабама. Семья имела четырёх детей: Иоланду Кинг (1955—2007), Мартина Лютера Кинга III (род. 1957), Декстера Скотта Кинга (1961—2024) и Бернис Кинг (род. 1963). Когда они жили в браке, Кинг ограничивал роль Коретты в движении за гражданские права, считая, что она должна быть домохозяйкой и матерью.
В возрасте 25 лет, в 1954 году, Кинг стал пастором Баптистской церкви Декстер-авеню в Монтгомери (штат Алабама).

### Докторская степень
Кинг поступил в докторантуру по систематической теологии в Бостонском университете и 5 июня 1955 года получил степень доктора философии с диссертацией A Comparison of the Conceptions of God in the Thinking of Paul Tillich and Henry Nelson Wieman (с англ. — «Сравнение представлений о Боге в размышлениях Пауля Тиллиха и Генри Нельсона Вимана»), написанной сначала под руководством Эдгара Шеффилда Брайтмена, а после его смерти — Лотана Харольда Девулфа. Учась в докторантуре, Кинг работал помощником священника в Двенадцатой баптистской церкви с преподобным Уильямом Хантером Хестером. Хестер был старым другом отца Кинга и оказал большое влияние на Кинга.
Годы спустя, в октябре 1991 года, академическая проверка обнаружила, что части его диссертации были заимствованы и он действовал некорректно. Тем не менее, «несмотря на обнаружение этого, комитет высказался, что „нет никакого смысла думать об отнятии докторской степени Кинга“, так как действие, по его словам, не имеет какого-либо смысла». Комитет также пришёл к выводу, что диссертация всё ещё «вносит разумный вклад в науку». Вместе с копией диссертации Кинга, удерживаемой в библиотеке университета, приводится письмо, уточняющее, что несколько кусков текста были включены без уместного оформления и цитирования источников. По поводу интерпретации плагиата Кингом ведутся значительные споры.

## Бойкот автобусных линий в Монтгомери
В марте 1955 года Клодетт Колвин, 15-летняя чернокожая школьница в Монтгомери, отказалась уступить своё автобусное место белому мужчине в нарушение законов Джима Кроу, местных законов на Юге США, устанавливавших сегрегацию. Кинг состоял в комитете афроамериканского сообщества Бирмингема, наблюдавшего за судебным спором; Эдгар Никсон и Клиффорд Дурр решили подождать лучшего дела, так как в этом судебный спор был с участием несовершеннолетнего.
Девять месяцев спустя, 1 декабря 1955 года, похожий случай произошёл, когда Роза Паркс была арестована за отказ уступать своё место в городском автобусе. Два этих случая привели к началу бойкота автобусных линий в Монтгомери, который побудил и запланировал Никсон и возглавил Кинг. Бойкот продолжался в течение 385 дней, ситуация стала настолько напряжённой, что в дом Кингов была брошена бомба. В ходе кампании Кинг был арестован и был выпущен после того, как окружной суд США в деле «Браудер против Гейла» признал практику расовой сегрегации в общественных автобусах Монтгомери неконституционной. Роль Кинга в бойкоте автобусов превратила его в национального деятеля и наиболее известного представителя движения за гражданские права.

## Конференция южного христианского руководства

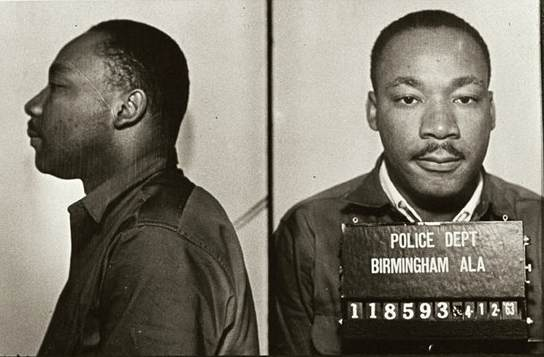
Тюремное фото Мартина Лютера Кинга во время ареста в 1963 году

В 1957 году Кинг, Ральф Абернати, Фред Шаттлсворт, Джозеф Лоуэри и другие активисты за гражданские права основали Конференцию южного христианского руководства (англ. Southern Christian Leadership Conference, SCLC). Группа была создана с целью использования морального авторитета и организационных сил чёрных церквей для проведения ненасильственных протестов за реформу гражданских прав. Группу вдохновили кампании евангелиста Билли Грэма, подружившегося с Кингом после его участия в кампании Грэма в Нью-Йорке в 1957 году. Кинг возглавлял SCLC вплоть до своей смерти. Молитвенное паломничество за свободу SCLC в 1957 году стало первым обращением Кинга национального уровня. В числе других лидеров борьбы за гражданские права, входивших в SCLC с Кингом, были: Джеймс Бевел, Аллен Джонсон, Кёртис У. Харрис, Уолтер Фонтрой, Корди Вивиан, Эндрю Янг, The Freedom Singers, Чарльз Эверс, Кливленд Робинсон, Рэндольф Блэквелл, Энни Белл Робинсон Дивайн, Чарльз Кензи Стил, Альфред Дэниэл Уильямс Кинг, Бенджамин Хукс, Аарон Генри и Байард Растин.
20 сентября 1958 года Кинг подписывал копии своей книги Stride Toward Freedom (с англ. — «Дорога к свободе») в универмаге Блумштейна в Гарлеме и подвергся нападению. Изола Карри, психически больная чернокожая женщина, считавшая, что Кинг находится в сговоре с коммунистами против неё, ударила его в грудь канцелярским ножом. Кинг прошёл срочную операцию с тремя врачами и лежал в больнице несколько недель. Позже Карри была признана недееспособной для судебного разбирательства. В 1959 году он опубликовал краткую книгу The Measure of A Man (с англ. — «Масштаб человека»), включавшую его проповеди «What is Man?» (с англ. — «Что есть человек?») и «The Dimensions of a Complete Life» (с англ. — «Измерения полной жизни»). В проповедях говорилось о человеческой потребности в Божьей любви и критиковались проявления расовой несправедливости в западной цивилизации.
Гарри Вахтель присоединился к юрисконсульту Кинга Кларенсу Джонсу в защите 4 священников SCLC в деле о клевете New York Times Co. v. Sullivan, открытом в связи с рекламой в газете под названием «Heed Their Rising Voices» (с англ. — «Прислушайтесь к их восстающим голосам»). Вахтель основал освобождённый от налогов фонд для покрытия судебных расходов и оказания помощи ненасильственному движению за гражданские права через более эффективный способ сбора средств. Организация получила название «Общество Ганди за гражданские права» (англ. Gandhi Society for Human Rights), Кинг стал её почётным президентом. Он был недоволен темпом действий президента Кеннеди по борьбе с сегрегацией и в 1962 году Кинг и «Общество Ганди» выпустили документ, призывавший президента последовать по стопам Авраама Линкольна и издать президентский указ, который бы нанёс удар по сегрегации в рамках так называемой второй прокламации об освобождении. Кеннеди не издал такой указ.

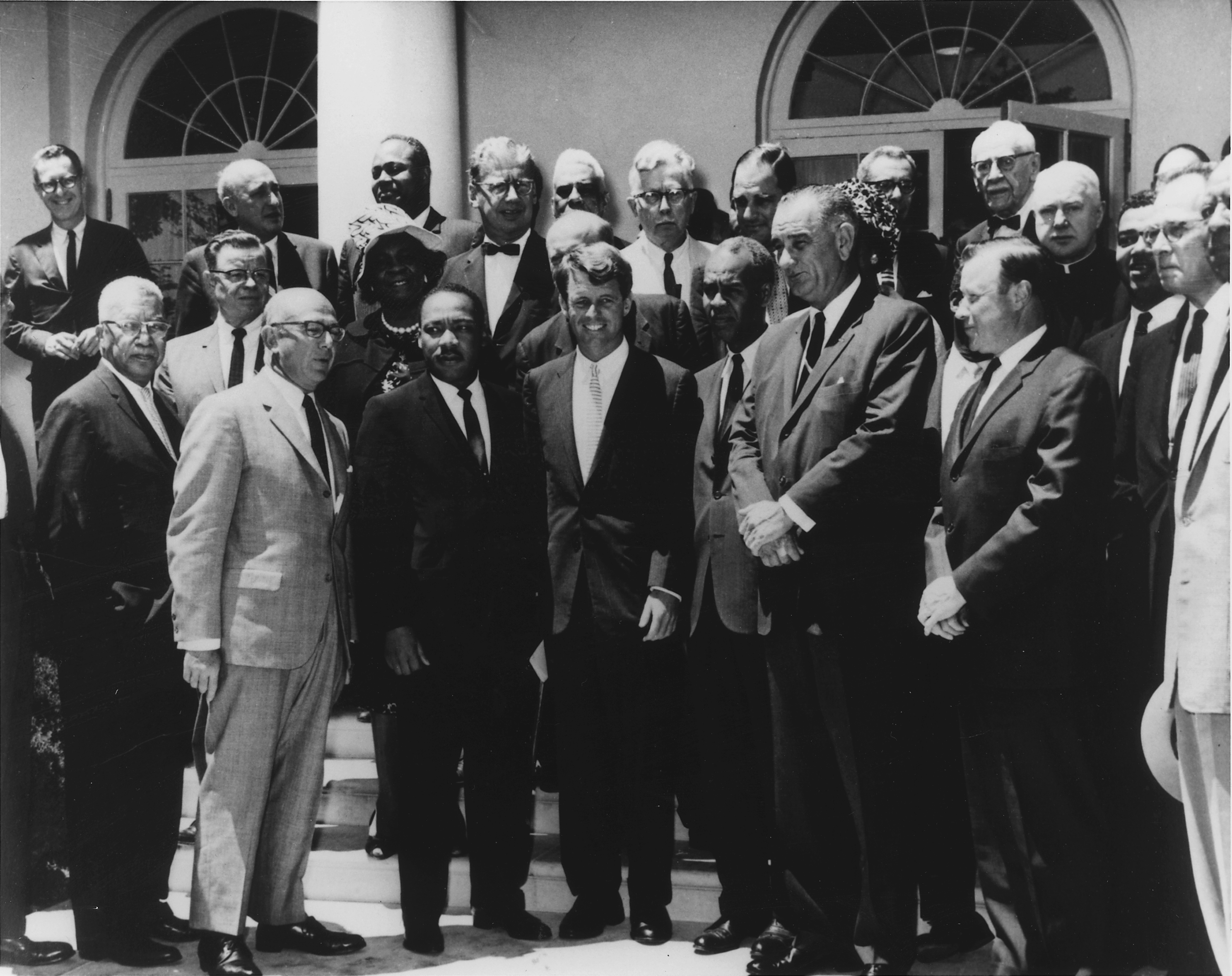
Линдон Джонсон и Роберт Кеннеди с лидерами движения за гражданские права, 22 июня 1963

В соответствии с директивой генерального прокурора Роберта Кеннеди Федеральное бюро расследований начало записывать телефонную линию Кинга с осени 1963 года. Кеннеди был обеспокоен тем, что слухи о наличии коммунистов в рядах SCLC помешают инициативам администрации в области гражданских прав. Он обратился к Кингу с требованием прекратить таковые связи, а позднее посчитал нужным издать директиву, разрешающую ФБР прослушивать Кинга и других лидеров SCLC. Директор ФБР Джон Эдгар Гувер боялся движения за гражданские права и начал расследования проникновения коммунистов в их ряды. Когда в пользу этого не появилось ни одного доказательства, ФБР начало использовать случайные детали, пойманные их записями в течение следующих 5 лет, чтобы сместить Кинга с его руководящей позиции в рамках программы COINTELPRO.
Кинг считал, что организованный ненасильственный протест против системы сегрегации на Юге, известной как законы Джима Кроу, приведёт к широкому освещению борьбы за равенство и избирательные права для чернокожих. Журналистские репортажи и телевизионные кадры о ежедневных лишениях и унижениях, от которых страдают чернокожие Юга, а также о насилии со стороны сегрегаторов и преследовании правозащитников и марширующих за гражданские права, вызвали волну позитивного общественного мнения по отношению к движению, что убедило большинство американцев в том, что движение за гражданские права — самый важный вопрос американской политики начала 1960-х.
Кинг занимался организацией и возглавлял марши за право чернокожих на голосование, за десегрегацию, рабочие права и другие основные гражданские права. Большинство этих прав были закреплены в законодательстве США после принятия Закона о гражданских правах 1964 года и Закона об избирательных правах 1965 года.

## Деятельность

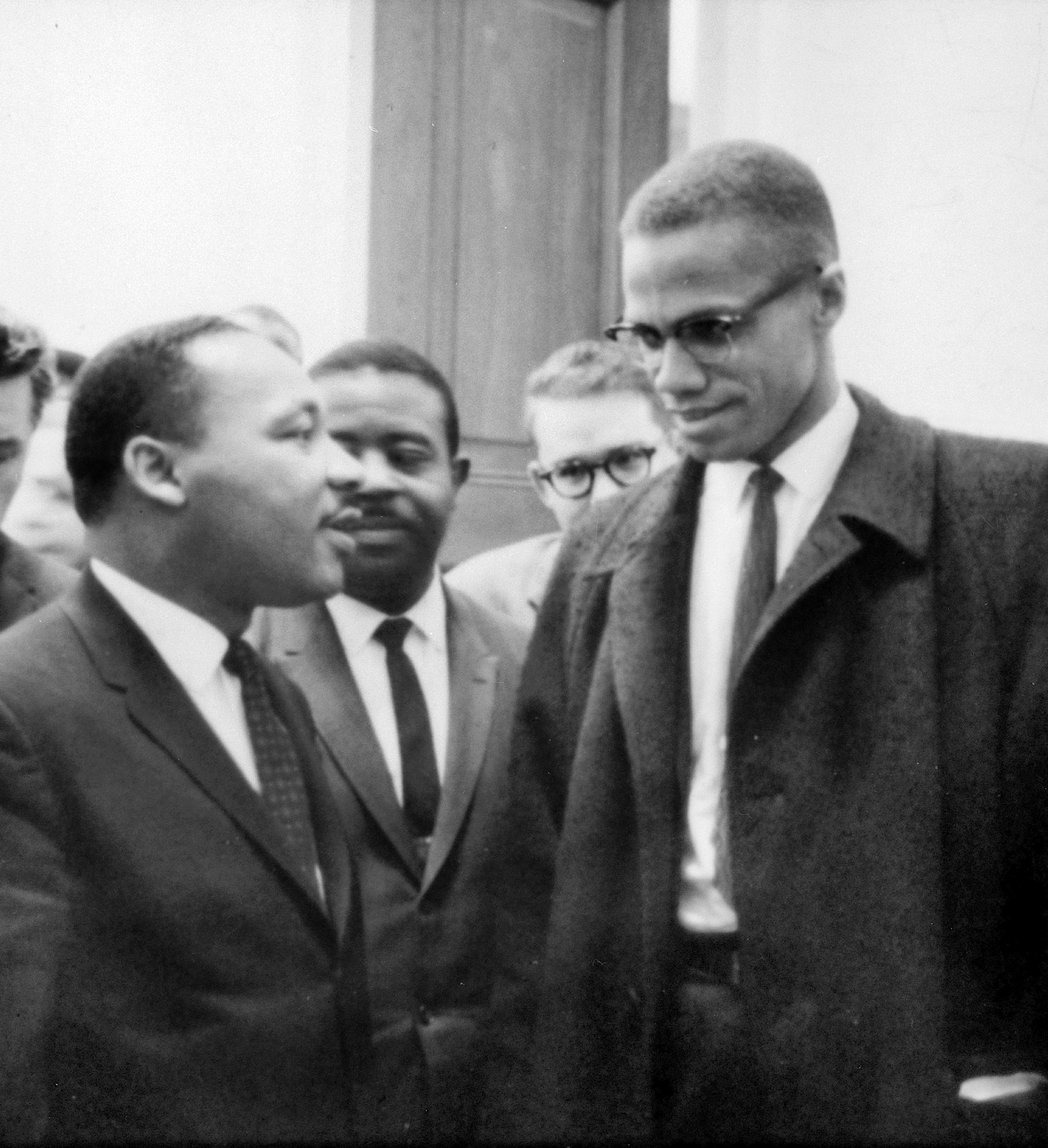
Кинг и Малкольм Икс

В 1960 году Кинг по приглашению Джавахарлала Неру посетил Индию, где изучал деятельность Махатмы Ганди.
Своими выступлениями (некоторые из них сейчас считаются классикой ораторского искусства) он призывал добиваться равенства мирными способами. Его речи дали энергию движению за гражданские права в обществе — начались марши, экономические бойкоты, массовые уходы в тюрьмы и так далее.
Одним из ключевых событий в борьбе за гражданские права стал Марш на Вашингтон 28 августа 1963 года. В нём приняли участие от 200 до 300 тысяч человек (наиболее вероятной считается оценка в приблизительно 250 тысяч человек — как усреднённая). В марше принимали участие чёрные и белые, католики, иудеи, протестанты, центристы и левые — спектр участников был очень широк (хотя преимущественно это были все же чёрные — до 80 %). Тогда свою известность получила речь Мартина Лютера Кинга «У меня есть мечта» (англ. I have a dream). Речь Кинга, произнесённая в год столетия опубликования знаменитой Прокламации Авраама Линкольна об освобождении рабов, считается одним из шедевров ораторского искусства. В этой речи он восславил расовое примирение. Кинг заново определил суть американской демократической мечты и разжёг в ней новый духовный огонь. Роль Кинга в ненасильственной борьбе за принятие закона, запрещающего расовую дискриминацию, была отмечена Нобелевской премией мира.
Эти действия Кинга способствовали тому, что в 1964 году были изданы «Закон о гражданских правах» («Civil rights Act of 1964») и «Закон об избирательных правах» 1965 года («Voting rights Act of 1965»).
Как политик, Кинг являлся поистине уникальной фигурой. Излагая сущность своего лидерства, он оперировал главным образом религиозными терминами. Он определял руководство движением в защиту гражданских прав как продолжение прежней пастырской службы и использовал в большинстве посланий афроамериканский религиозный опыт. Согласно традиционному стандарту американских политических взглядов, он являлся лидером, верящим в христианскую любовь.
Подобно множеству других ярких личностей американской истории, Кинг прибегал к религиозной фразеологии, тем самым вызывая восторженный духовный отклик у своей аудитории.

## Убийство

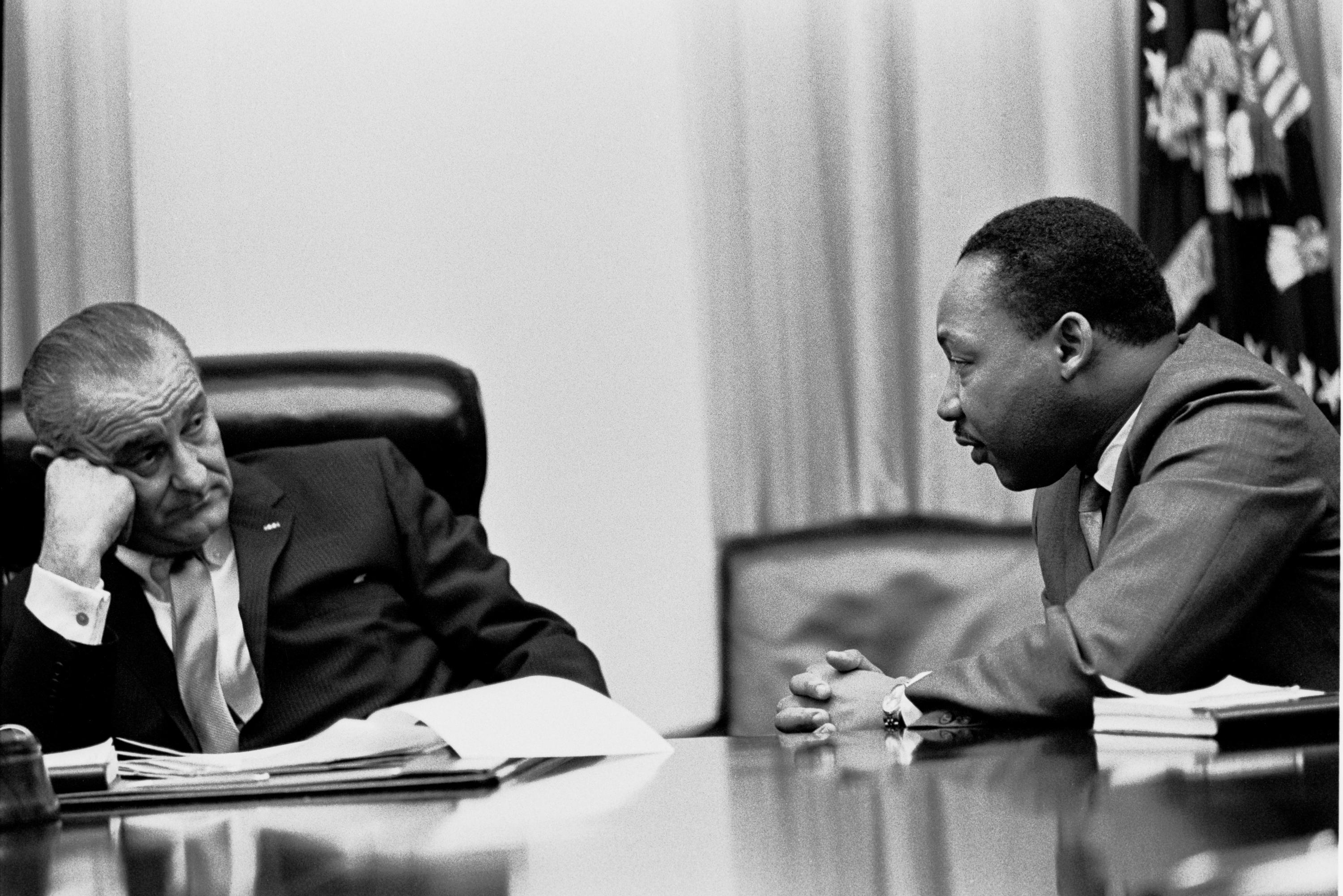
Мартин Лютер Кинг и президент Джонсон в 1966 году

28 марта 1968 года Кинг возглавил 6-тысячный марш протеста в деловой части Мемфиса (штат Теннесси), целью которого была поддержка бастующих рабочих. 3 апреля, выступая в Мемфисе, Кинг сказал: «Впереди у нас трудные дни. Но это не имеет значения. Потому что я побывал на вершине горы… Я смотрел вперёд и видел Землю обетованную. Может быть, я не буду там с вами, но я хочу, чтобы вы знали сейчас — все мы, весь народ увидит эту Землю». 4 апреля, в 18 часов 01 минуту Кинг был смертельно ранен снайпером, когда стоял на балконе в мемфисском мотеле «Лоррейн».
Это убийство вызвало общенациональное возмущение, сопровождавшееся бунтами чернокожего населения более чем в ста городах. В федеральной столице дома горели в шести кварталах от Белого дома, а на балконах Капитолия и лужайках вокруг Белого дома разместились пулемётчики. По всей стране 48 человек были убиты, 2,5 тысячи ранены, а на подавление беспорядков были брошены 70 тысяч солдат. В глазах активистов убийство Кинга символизировало неисправимость системы и убедило тысячи людей в том, что ненасильственное сопротивление ведёт в тупик. Всё больше чернокожих обращали свои взоры к организациям, подобным «Чёрным пантерам»
Убийца, Джеймс Эрл Рей, получил 99 лет тюремного заключения. Официально было признано, что Рей был убийцей-одиночкой, но многие считают, что Кинг пал жертвой заговора. Епископальная церковь США признала Кинга мучеником, отдавшим жизнь за христианскую веру, его статуя размещена в Вестминстерском аббатстве (Англия) в ряду мучеников XX века.
Кинг был выдвинут в помазанники Божьи,[уточнить] и считалось, что он стоял у истоков демократических достижений движения в защиту гражданских прав.
Кинг был первым темнокожим американцем, кому был установлен бюст в Большой ротонде Капитолия в Вашингтоне. Третий понедельник января отмечается в Америке как День Мартина Лютера Кинга и считается национальным праздником.

## Идеи и взгляды

### Религия

Кинг на марше за гражданские права в Вашингтоне, 1963 год

Будучи христианским священником, Кинг в первую очередь находился под влиянием Иисуса и христианских проповедей, которые он практически всегда цитировал в церковных собраниях, собственных проповедях и в светских речах. Вера Кинга основывалась на заповеди Иисуса о любви к ближнему, как к самому себе, любви к Богу прежде всего и любви к врагам своим, молитве за них и благословении их. Его ненасильственные идеи также основаны на наставлении подставить другую щёку в Нагорной проповеди и на словах Иисуса о возвращении меча в ножны в Евангелии от Матфея (Мф. 26:52). В своём письме из тюрьмы Бирмингема Кинг призывал действовать в соответствии с тем, что описывал «экстремистской» любовью Иисуса, и по своему обыкновению цитировал многих других христианских пацифистов. В другой проповеди он сказал:

До того, как я стал лидером движения за гражданские права, я был проповедником Евангелия. Это было моё первое призвание, и оно по-прежнему остается моим самым большим обязательством. Знаете, на самом деле, всё, что я делаю в области гражданских прав, делается мной, потому что я считаю это частью своего служения. У меня нет других амбиций кроме достижения совершенства в христианском служении. Я не планирую баллотироваться на какую-либо политическую должность. Я не планирую ничего, кроме как остаться проповедником. И то, что я делаю в этой борьбе вместе со многими другими, вытекает из моего чувства, что проповедник должен заботиться обо всём человеке.
Оригинальный текст (англ.)Before I was a civil rights leader, I was a preacher of the Gospel. This was my first calling and it still remains my greatest commitment. You know, actually all that I do in civil rights I do because I consider it a part of my ministry. I have no other ambitions in life but to achieve excellence in the Christian ministry. I don't plan to run for any political office. I don't plan to do anything but remain a preacher. And what I'm doing in this struggle, along with many others, grows out of my feeling that the preacher must be concerned about the whole man.

В своей речи «Я побывал на вершине горы…» он говорил, что желал лишь исполнить божественную волю.

### Отказ от насилия

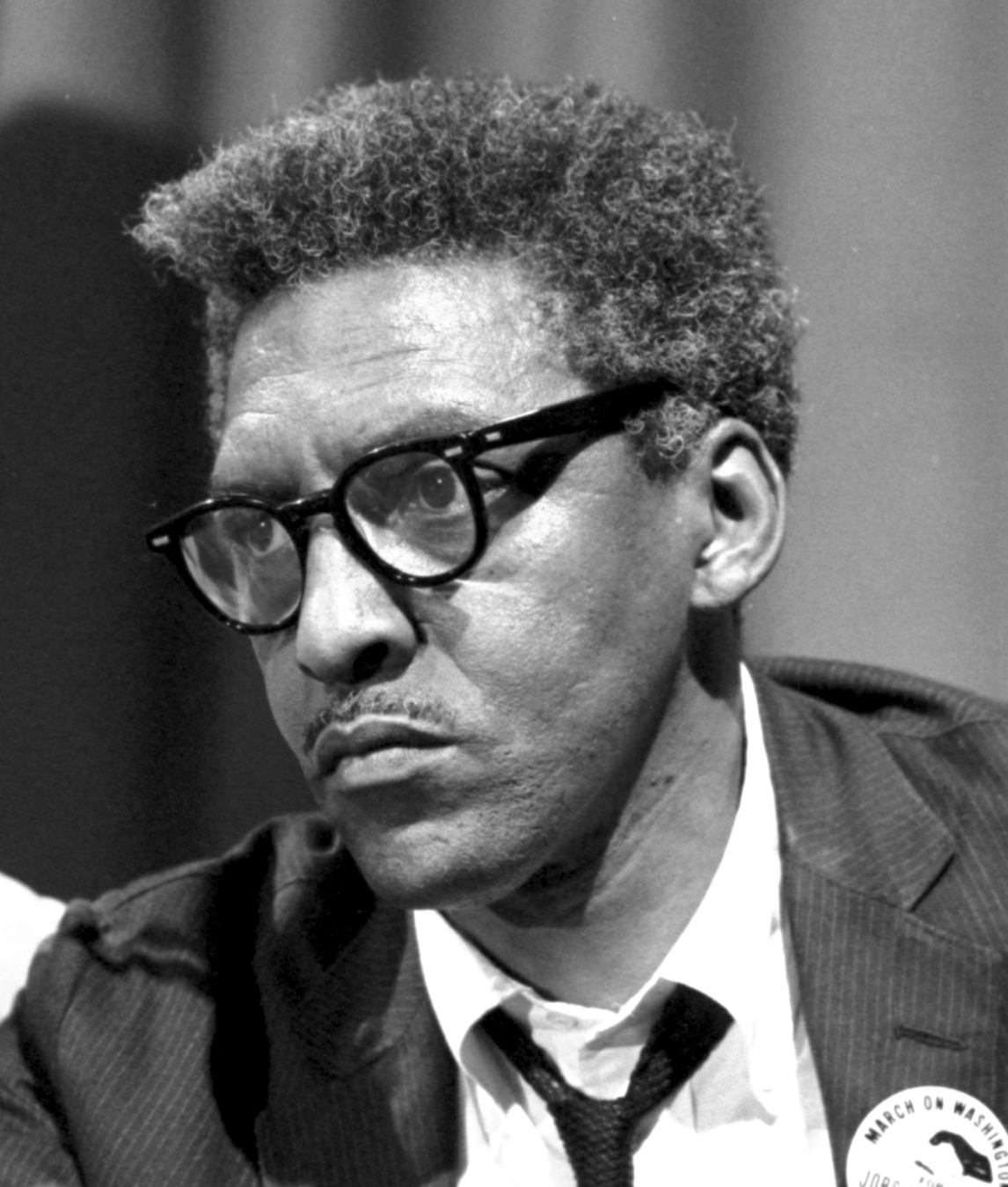
Кинг работал вместе с такими квакерами, как Байард Растин, над выработкой ненасильственных тактик

Давний активист в движении за гражданские права Байард Растин был первым постоянным советником Кинга по вопросу ненасилия. Кинга также наставляли белые активисты Харрис Уоффорд и Гленн Смайли. Растин и Смайли вышли из христианской пацифистской традиции, Уоффорд и Растин оба изучали учения Ганди. Растин применял ненасильственные методы в ходе кампании Путешествия к примирению в 1940-е, а Уоффорд пропагандировал гандизм среди южных чернокожих с начала 1950-х годов.
Кинг сначала знал мало о Ганди и редко использовал термин «ненасилие» в первые годы своего активизма в начале 1950-х годов. Сначала Кинг верил в и практиковал самооборону, даже имея оружие в своём доме как средство защиты от возможных нападавших. Пацифисты изменили взгляды Кинга, ознакомив его с альтернативой в виде ненасильственного сопротивления и убедив, что это лучшее средство для достижения его целей в области гражданских прав, чем самооборона. Кинг затем поклялся больше не использовать оружие.
Кинг был вдохновлён Махатмой Ганди и его успехами в ненасильственном движении и, будучи студентом богословия, описал его как одного из «людей, которые раскрывают действие духа Божьего». Кинг долгое время хотел поехать в Индию и при содействии Харриса Уоффорда, Американского комитета Друзей и других своих сторонников смог профинансировать поездку в апреле 1959 года. Поездка в Индию затронула Кинга, углубив его понимание ненасильственного сопротивления и его приверженность делу борьбы за гражданские права в Америке. В радиообращении, прозвучавшем в последний вечер его пребывания в Индии, Кинг сказал: «Побывав в Индии, я как никогда ранее убеждён, что метод ненасильственного сопротивления является самым мощным оружием угнетённого народа в своей борьбе за справедливость и человеческое достоинство».
Восхищение Кинга ненасильственными методами Ганди не ослабело в последующие годы. При получении в 1964 году Нобелевской премии мира он описал его деятельность как «успешный прецедент» использования ненасилия «великолепным образом Мохандасом К. Ганди против могущества Британской империи […] Он боролся только оружием истины, силой духа, ненасилием и мужеством».
Другим влиянием на метод мирного сопротивления Кинга стало эссе Генри Торо «О гражданском неповиновении» и, в частности, его тема отказа от сотрудничества со злонамеренной общественной системой. Он также находился под сильным влиянием работ протестантских богословов Рейнгольда Нибура и Пауля Тиллиха и высказывался, что труд Вальтера Раушенбуша «Христианство и общественный кризис» оставил «неизгладимый след» в его мышлении, дав теологическое обоснование его социальным беспокойствам. Кинга вдохновило видение Раушенбуша о христианах, распространяющих социальное негодование в «вечном, но дружественном конфликте» с государством, одновременно критикуя его и призывая действовать как орудие правосудия. По всей видимости, ему была неизвестна американская традиция христианского пацифизма в лице таких людей, как Эдин Баллу и Уильям Ллойд Гаррисон. Кинг часто упоминал Нагорную проповедь как главную в своей работе. Иногда Кинг использовал концепцию «агапэ» (христианской братской любви), но перестал обращаться к ней после 1960 года.
Даже после отказа от применения оружия у Кинга были сложные отношения с явлением самообороны в его движении. Он публично осуждал её использование в качестве распространённой практики, но признавал, что иногда в ней есть необходимость. На протяжении его карьеры Кинга часто защищали другие правозащитники, носившие оружие, такие как Колонел Стоун Джонсон, Роберт Хэйлинг и Дьяконы обороны и правосудия.

### Политика
Будучи главой SCLC, Кинг придерживался политики отказа от публичной поддержки какой-либо американской партии или кандидата: «Я чувствую, что нужно оставаться на позиции неприсоединения, чтобы иметь возможность непредвзято судить об обеих партиях и быть их совестью, а не их слугой или господином». В интервью 1958 года он выразил мнение, что ни одна из партий не идеальна: «ни Республиканская партия — партия всемогущего Бога, ни Демократическая партия. У обеих есть слабости… И я не связан ни с одной из них неразрывно». Кинг высоко отозвался о сенаторе-демократе Поле Дугласе из Иллинойса, назвав его «величайшим сенатором» за его упорную борьбу за гражданские права на протяжении многих лет.
Кинг критиковал деятельность обеих партий по обеспечению расового равенства:

На самом деле, чернокожего предали как в Республиканской партии, так и в Демократической. Демократы предали его, капитулируя перед прихотями и капризами южных диксикратов. Республиканцы предали его, капитулируя перед вопиющим лицемерием северных правых реакционеров-республиканцев. И эта коалиция южных диксикратов и северных правых реакционеров-республиканцев заваливает каждый законопроект и каждый шаг к либеральному законодательству в области гражданских прав.
Оригинальный текст (англ.)Actually, the Negro has been betrayed by both the Republican and the Democratic party. The Democrats have betrayed him by capitulating to the whims and caprices of the Southern Dixiecrats. The Republicans have betrayed him by capitulating to the blatant hypocrisy of reactionary right wing northern Republicans. And this coalition of southern Dixiecrats and right wing reactionary northern Republicans defeats every bill and every move towards liberal legislation in the area of civil rights.

Хотя Кинг никогда публично не поддерживал какую-либо партию или кандидата в президенты, в письме к стороннику гражданских прав в октябре 1956 года он написал, что не знает, будет голосовать за Эдлая Стивенсона или Дуайта Эйзенхауэра, но «в прошлом всегда голосовал за демократов». В своей автобиографии Кинг говорит, что в 1960 году он голосовал за кандидата от Демократической партии Джона Кеннеди: «Я чувствовал, что Кеннеди станет лучшим президентом. Я никогда публично его не поддерживал. Мой отец это сделал, я — нет». Кинг добавляет, что, вероятно, сделал бы исключение и поддержал бы Кеннеди публично, если бы тот остался в живых и пошёл на второй срок в 1964 году.
В 1964 году Кинг призвал своих сторонников «и всех людей доброй воли» голосовать против избрания сенатора-республиканца Барри Голдуотера в президенты, утверждая, что его избрание «будет трагедией, практически самоубийственной, для нации и для мира».
Кинг поддерживал идеалы демократического социализма, но не хотел заявлять об этом из-за антикоммунистических настроений в США в то время и ассоциирования социализма с советским коммунизмом. Кинг считал, что капитализм не может адекватно обеспечить основные потребности многих американцев, особенно — в афроамериканском сообществе.

### Компенсации
Кинг заявлял, что афроамериканцы и другие обездоленные американцы должны получить компенсацию за совершённые в их адрес исторические ошибки. В интервью Playboy 1965 года он высказался, что предоставление чернокожим американцам только гражданского равенства не сможет реально сократить экономический разрыв между ними и белыми. Кинг утверждал, что не стремится к полной реституции невыплаченных в рабстве зарплат, которую он считал невозможной, но предлагал государственную программу компенсации в размере 50 миллиардов долларов в течение 10 лет для всех уязвимых групп населения.
Он полагал, что «потраченные деньги будут более чем оправданы выгодами, которые получит нация в результате значительного сокращения ухода из школ, распада семей, преступности, беззакония, раздутых фондов помощи, массовых беспорядков и других социальных зол». Он представлял эту идею как применение норм общего права в отношении неоплачиваемого труда, но подчеркнул, что деньги не должны тратиться только на чернокожих, и эта мера «должна помочь обездоленным всех рас».

## Наследие
Основным наследием Кинга был прогресс в сфере гражданских прав в США. Через несколько дней после убийства Кинга Конгресс принял «Закон о гражданских правах» 1968 года. Раздел VIII Закона, общеизвестный как «Закон о справедливом жилье», запрещает дискриминацию в жилищных вопросах и в связанных с жильём операциях по признаку расы, религии или национального происхождения (позднее он был расширен, включив пол, семейный статус и инвалидность). Этот закон был расценен как дань уважения борьбе Кинга в последние годы его борьбы с дискриминацией по жилищному вопросу в США.

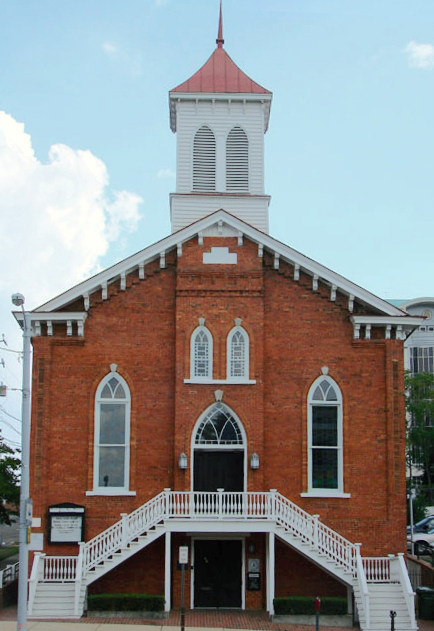
Баптистская церковь Декстер-авеню, в которой служил Кинг, была переименована в Баптистскую мемориальную церковь Декстер-авеню Мартина Лютера Кинга

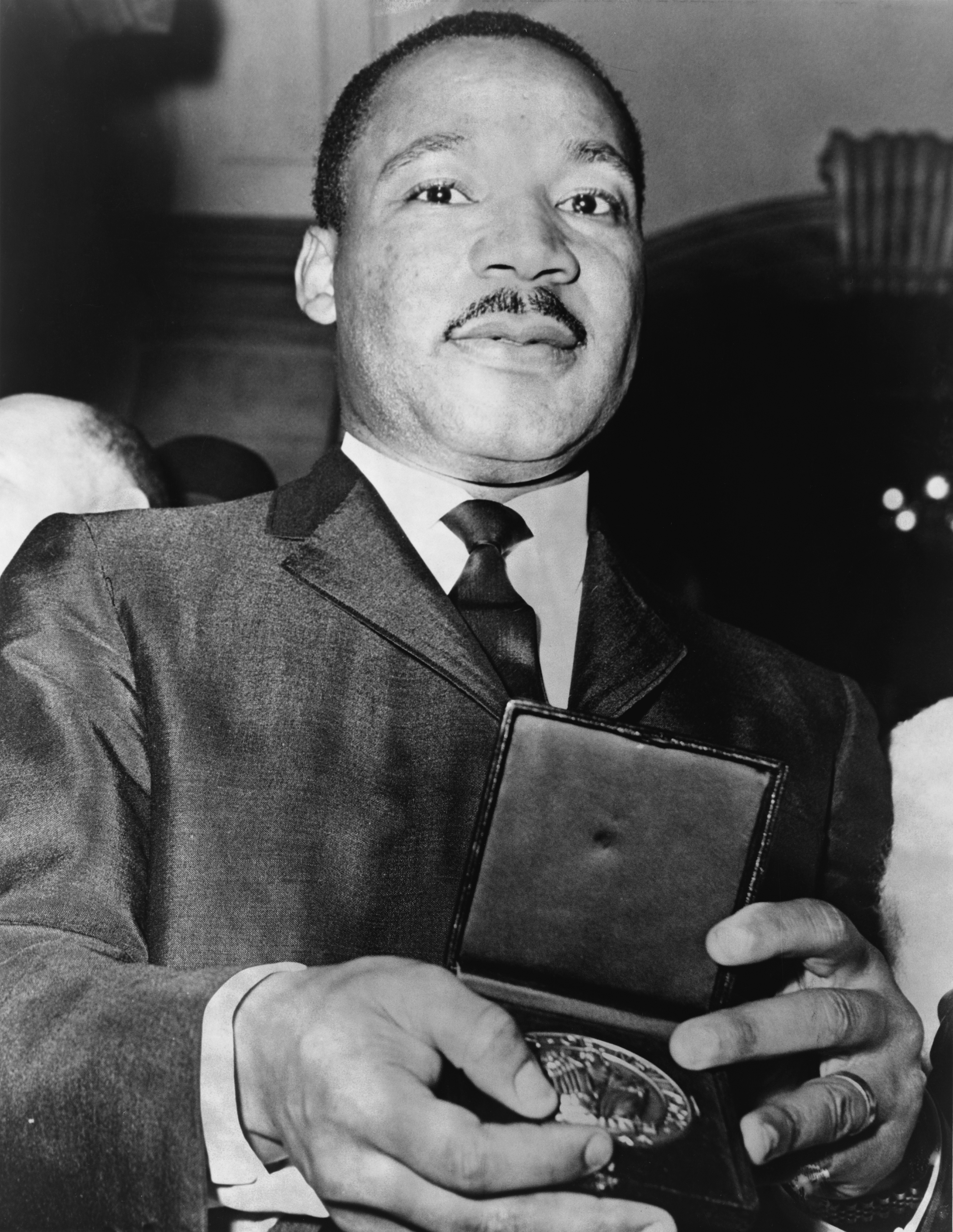
Кинг показывает медальон, полученный им от мэра Нью-Йорка Вагнера

### День Мартина Лютера Кинга
Начиная с 1971 года, такие города как Сент-Луис, Миссури и некоторые штаты, установили ежегодные праздники в честь Кинга. В Розовом саду Белого дома 2 ноября 1983 года президент Рональд Рейган подписал законопроект о создании федерального праздника в честь Кинга. Впервые отмеченный 20 января 1986 года, он называется «День Мартина Лютера Кинга». Президент Джордж Буш — старший установил в 1992 году, что этот праздник отмечается в третий понедельник января каждого года, около дня рождения Кинга. 17 января 2000 года впервые день Мартина Лютера Кинга был официально отмечен во всех пятидесяти штатах США. Аризона (в 1992), Нью-Гемпшир (в 1999) и Юта (в 2000) были последними тремя штатами США, которые признали этот праздник. Юта ранее отмечала праздник в то же время, но под названием «День прав человека».

## Награды и признание
Кинг получил не менее пятидесяти почётных степеней в колледжах и университетах. 14 октября 1964 года Кинг стал самым молодым лауреатом Нобелевской премии мира на то время, которая была присуждена ему за руководство ненасильственным сопротивлением расовым предрассудкам в США. В 1965 году он был награждён медальоном Американских свобод Американским еврейским комитетом за «исключительное продвижение принципов свобод человека». При присуждении Кинг сказал: «Свобода — это одно целое. Либо она есть вся, либо у тебя нет свободы».
В 1957 году Национальная ассоциация содействия прогрессу цветного населения наградила его медалью Спингарна. Два года спустя он получил книжную премию Анисфилд-Вулф за свою книгу Stride Toward Freedom: The Montgomery Story (с англ. — «Дорога к свободе: История Монтгомери»). В 1966 году Американская федерация планирования семьи присудила Кингу премию Маргарет Сэнгер за «его мужественное сопротивление нетерпимости и постоянную приверженность отстаиванию социальной справедливости и человеческого достоинства». В том же году Кинга избрали в члены Американской академии искусств и наук. В ноябре 1967 года он совершил поездку в Великобританию для получения почётной степени в Ньюкаслском университете, будучи первым афроамериканцем, удостоенным такой чести. В ходе импровизированной речи он сказал:

Есть три неотложные и действительно большие проблемы, с которыми мы сталкиваемся сегодня не только в Соединённых Штатах Америки, но и во всём мире. Это проблема расизма, проблема бедности и проблема войны.
Оригинальный текст (англ.)There are three urgent and indeed great problems that we face not only in the United States of America but all over the world today. That is the problem of racism, the problem of poverty and the problem of war.

В 1971 году он был посмертно удостоен премии «Грэмми» за лучший речевой альбом за свою речь Why I Oppose the War in Vietnam (с англ. — «Почему я против войны во Вьетнаме»).
В 1977 году президентом Джимми Картером ему посмертно была присвоена Президентская медаль Свободы. Присвоение сопровождалось словами:

Мартин Лютер Кинг — младший был совестью своего поколения. Он взглянул на великую стену сегрегации и увидел, что сила любви сможет её разрушить. Из боли и истощения от своей борьбы за выполнение обещаний наших отцов-основателей для наших смиреннейших граждан он вытащил красноречивое заявление о своей мечте для Америки. Он сделал наш народ сильнее, потому что сделал его лучше. Его мечта поддерживает нас до сих пор.

Кингу и его жене Коретте Скотт Кинг присудили Золотую медаль Конгресса США в 2004 году. 20 апреля 2016 года министр финансов США Джейкоб Лью объявил, что дизайн банкнот на сумму 5, 10 и 20 долларов будет изменён до 2020 года. Среди планируемых событий, которые будут отражены на реверсе 5-долларовой банкноты, — изображения из речи Кинга «У меня есть мечта».
Кинг занял второе место в списке самых почитаемых людей XX века, составленном Институтом Гэллапа. В 1963 году он был назван Человеком года по версии Time, а в 2000 году занял 6-е место в онлайн-опросе «Человек века» того же журнала. Кинг занял третье место в конкурсе The Greatest American (с англ. — «Величайшие американцы»), проведённом Discovery Channel и AOL.

### Дополнительное чтение
- Ефанова В. Н. Кинг // Православная энциклопедия. — М., 2013. — Т. XXXIII : Киево-Печерская лавра — Кипрская икона Божией Матери. — С. 517-518. — 33 000 экз. — ISBN 978-5-89572-037-0.
- Л. Н. Митрохин. Кинг // Новая философская энциклопедия : в 4 т. / пред. науч.-ред. совета В. С. Стёпин. — 2-е изд., испр. и доп. — М. : Мысль, 2010. — 2816 с.
- Ayton, Mel. A Racial Crime: James Earl Ray And The Murder Of Martin Luther King Jr (англ.). — Archebooks Publishing, 2005. — ISBN 1-59507-075-3.
- Branch, Taylor. Parting the Waters: America in the King Years, 1954–1963 (англ.). — Simon & Schuster, 1988. — ISBN 0-671-46097-8.
- Branch, Taylor. Pillar of Fire: America in the King Years, 1963–1965 (англ.). — Simon & Schuster, 1998. — ISBN 0-684-80819-6.
- King, Coretta Scott. My Life with Martin Luther King, Jr (англ.). — Henry Holth & Co, 1993. — ISBN 0-8050-2445-X.
- King Jr., Martin Luther. The Radical King (англ.) / Cornel West. — Beacon Press[англ.], 2015. — ISBN 0-8070-1282-3.
- Kirk, John A., ed. Martin Luther King Jr. and the Civil Rights Movement: Controversies and Debates (2007). pp. 224
- Schulke, Flip; McPhee, Penelope. King Remembered, Foreword by Jesse Jackson (1986). ISBN 978-1-4039-9654-1
- Waldschmidt-Nelson, Britta. Dreams and Nightmares: Martin Luther King Jr. Malcolm X, and the Struggle for Black Equality. Gainesville, FL: University Press of Florida, 2012. ISBN 0-8130-3723-9.